# Ukrajinská pravoslavná církev v Kanadě
Ukrajinská pravoslavná církev v Kanadě (UPCK) je východní pravoslavná církev v Kanadě, převážně sestávající z Ukrajinských Kanaďanů. Její původní název byl Ukrajinská řecká pravoslavná církev v Kanadě (UŘPCK). Církev je součástí společenství pravoslavných církví, avšak byla vytvořena samostatně roku 1918.

## Časná historie
Většina etnických Ukrajinců se přestěhovala do Kanady z Haliče, na konci 19. a počátku 20. století, kdy byli řeckokatolíky. Severoameričtí římskokatoličtí biskupové viděli přítomnost ženatých kněží jako skandál. Další velká skupina Ukrajinců pocházela z Bukoviny, kteří byli většinou pravoslavní. Zpočátku těmto pravoslavným křesťanům sloužila Ruská pravoslavná misie Severní Ameriky (která byla v té době součástí Ruské pravoslavné církve), ale tyto služby nebyly prováděny v jejich rodném jazyce. Katolíci a pravoslavní, kteří chtěli založit vlastní církev se setkali v létě 1918 ve městě Saskatoon a založili Ukrajinskou řeckou pravoslavnou církev v Kanadě. Na těchto setkáních, delegáti (většinou z Alberty, Saskatchewanu a Manitoby, také založili bratrstvo na pomoc mladé církvi.
Osadníci založili novou církev, ale s vědomím že podle církevního kanonického práva, které stanovuje že církev nemůže existovat bez biskupa. Církevní bratrstvo se snažilo přesvědčit arcibiskupa Alexandra z Ruské pravoslavné misie, aby dočasně pečoval o církev jako biskup. Poprvé arcibiskup Alexandr souhlasil ale později odmítl. První soubor UŘPCK (církevní koncil) který se konal 28. prosince 1918 vedl k založení svého prvního semináře v Saskatoonu. Bratrstvo stále hledalo dočasného biskupa, a nakonec našli jednoho: metropolitu Germanose, který byl metropolitou Antiochijské pravoslavné archieparchie Severní Ameriky. Vedl jí příštích 5 let. Pod jeho vedením se Druhý soubor konal v Saskatoonu dne 27. listopadu 1919.

## Arcibiskup Jan Teodorovyč
Po vedení metropolitou Germanosem se stal hlavou církve arcibiskup Jan Teodorovyč. Arcibiskup Jan, přijel do USA z nekanonické Ukrajinské autokefální pravoslavné církve, a začal sloužit v Ukrajinské pravoslavné církvi v USA aby se stal jejich primasem a metropolitou. Mladá církev si tohoto biskupa zvolila a doufala že pod jeho vedením církev dále poroste. Během let 1924 až 1946 arcibiskup Jan navštěvoval Kanadské farnosti v celé zemi. Za pobytu arcibiskupa v USA během zimních měsíců, otec Semen Sawchuk působil jako správce konzistoře v Kanadě.
Po několika letech funkce primase UPCK, se objevily sporu z důvodu jeho nekanonického biskupského svěcení. Arcibiskup Jan byl "vysvěcen" "biskupy" Ukrajinské autokefální pravoslavné církve, kteří nebyli vysvěceni podle kanonických práv a tradicí pravoslavné církve, ale byli vysvěceni kněžími a laiky. První kánon Svatých apoštolů uvádí, že noví biskupové by měli být vysvěceni nejméně 2-ma nebo 3 biskupy. V důsledku tohoto arcibiskup Jan roku 1946 rezignoval.
Na speciálním souboru roku 1947 byl biskup Mstyslav Skrypnyk přijat jako nový Arcibiskup Winnipegu a celé Kanady. Nicméně vzhledem k některým nedorozuměním a argumentům o tom jak by měla být církev řízena, roku 1950 na desátém souboru ve Winnipegu rezignoval na post primase. Reakcí UPCK bylo kontaktování metropolity Polykarpa Sikorskyho (který byl hlavou Ukrajinské autokefální pravoslavné církve v zahraničí, složené z uprchlých biskupů, kteří byli dříve spjati s Polskou pravoslavnou církví Němci okupované Ukrajině), o pomoc, on souhlasil že pošle některé biskupy k pomoci věřícím v Kanadě.

## Formace metropole
Na speciálním soboru roku 1947, přijali biskupa Mstyslava, vysvěceného během 2. světové války, a získal titul "Arcibiskupa Winnipegu a celé Kanady". Vzhledem ke konfliktům mezi arcibiskupem Mstyslavem a členy církve se roku 1950 po jeho rezignaci ocitli opět bez biskupa.
Po rezignaci arcibiskupa Mstyslava konzistoř církve, apelovala na metropolitu Polykarpa o pomoc při hledání biskupů. Během speciálního soboru roku 1951 se našli čtyři potenciální biskupové, všichni vysvěcení během 2. světové války na Ukrajině. První, metropolita Hilarion Ogijenko, který od roku 1947 bydlel ve Winnipegu. Dva další, arcibiskup Michael Chorošyj a biskup Platon Artemiuk, který přišel do Kanady na pozvání konzistoře s požehnáním metropolity Polykarpa.
Roku 1951 souborem bylo rozhodnuto že bude zřízena metropole která čítala 300 farností. Metropolita Hilarion byl zvolen metropolitou Winnipegu a celé Kanady a primasem církve, zatímco arcibiskup Michael se stal arcibiskupem Toronta a Východní Kanady. (Biskup Platon zemřel krátce po svém příjezdu do Kanady). Velikost církve vyžadovala jmenování dalších biskupů, a tak v roce 1959 se archimadrita Ondřej Metjuk stal biskupem Edmontonu a Západní Kanady, a roku 1963 archimadrita Boris Jakovkevyč byl zvolen biskupem Saskatoonu a pomocným nebo asistentem biskupa centrální eparchie pod metropolitou Hilarionem.
Po 21 letech zemřel dne 29. března 1972 metropolita Hilarion, a jeho nástupcem se stal arcibiskup Michael z Toronta. Po Michaelově odchodu do důchodu roku 1975 arcibiskup Ondřej Metjuk byl zvolen metropolitou, a tuto funkci vykonával až do své smrti dne 2. února 1985. Poté byli zvoleni noví biskupové, biskup Mikuláš Debryn, Bazil Fedak a Jan Stinka. Po smrti metropolity Ondřeje, byl biskup Bazil zvolen metropolitou Winnipegu a celé Kanady. Čtyři roky po jeho nastolení jako primase, metropolita Bazil vysvětil archimandritu Jiřího Kališčuka na biskupa Saskatoonu.

## Nedávná historie
Po dialogu s Konstantinopolským patriarchátem, byla církev roku 1990 přijata pod jeho jurisdikci jako Ukrajinská pravoslavná církev v Kanadě, s kanonickým uvedením do společenství pravoslaví. (O několik let později se její sesterská církev Ukrajinská pravoslavná církev v diaspoře také připojila ke Konstantinopolskému patriarchátu). Vyhláška patriarchy Demetria I. sjednotila církev s církví v Konstantinopoli a uznala vnitřní autonomii církve jako metropolitní, na základě historické pravomoce církve Konstantinopole na Ukrajině.
Po smrti metropolity Bazila roku 2005 zvolil 21. soubor arcibiskupa Jana jako metropolitu Winnipegu a celé Kanady. V srpnu 2008, se konal mimořádný soubor v Saskatoonu, kde byli zvolení noví biskupové. Soubor zvolil Hilariona Rudnyka, jako biskupa Edmontonu a Ondřeje Pješka jako pomocného biskupa Saskatoonu.
V červenci 2010, další zvláštní soubor zvolil nového nástupce metropolity Jana, který odešel do důchodu. Soubor zvolil arcibiskupa Jiřího Kališčuka. Formálně byl zvolen Svatým synodem v Konstantinopoli dne 30. srpna 2010.
Metropolita Hilarion vyzval 25. srpna 2023 duchovní, aby ve svých farnostech vedli diskusi o možnosti přechodu na nový juliánský kalendář po přechodu křesťanských církví na Ukrajině. 1. prosince 2023 bylo známo, že od 20. prosince 2023 přejde UPC Kanady na nový juliánský kalendář.

## Struktura
Je rozdělena do tří eparchií. Východní eparchie s katedrálou v Torontu; Centrální eparchie s katedrálou ve Winnipegu; a Západní eparchie s katedrálou v Edmontonu. Primas se stává Arcibiskupem Winnipegu a metropolitou Kanady a slouží v Centrální eparchii.

## Bývalí biskupové
- Metropolita Germanos Shehadi (1919–1924)
- Metropolita Jan Teodorovyč (1924–1948)
- Arcibiskup Mstyslav Skrypnyk (1949–1950)
- Metropolita Hilarion Ogijenko (1951–1972)
- Metropolita Michael Chorošyj (1951–1977)
- Metropolita Ondřej Metjuk (1959–1985)
- Arcibiskup Boris Jakovkevyč (1963–1984)
- Arcibiskup Mikuláš Debryn (1975–1981)
- Metropolita Bazil Fedak (1978–2005)
- Metropolita Jan Stinka (1983–2010)

### Metropolité/Primasové
- Metropolita Hilarion Ogijenko (1951–1972)
- Metropolita Michael Chorošyj (1972–1975)
- Metropolita Ondřej Metjuk (1975–1985)
- Metropolita Bazil Fedak (1985–2005)
- Metropolita Jan Stinka (2005–2010)
- Metropolita Jiří Kališčuk (od 2010)